# Christopher Paul (badminton)
Christopher Paul (27 novembre 1992) è un ex giocatore di badminton mauriziano.

## Palmarès
Kampala 2022: bronzo nel doppio misto